# Mathildenhöhe
Mathildenhöhe (volný český překlad „Matildin kopec“) je vyvýšenina na okraji centra města Darmstadt. Nachází se zde tzv. Darmstadtská umělecká kolonie – soubor staveb z období 1899 až 1914 v secesním stylu. Jsou dílem stejnojmenné skupiny umělců (Darmstadtská umělecká kolonie), kteří zde žili a pracovali, a kteří byli z podstatné části podporováni mecenáši – především Arnoštem Ludvíkem Hesenským. Ten poskytl mimo jiné pozemky – v minulosti se na Mathildenhöhe rozkládaly zahrady hesenského velkovévodského dvora. Ty byly v roce 1833 přebudovány ve stylu anglického krajinářského parku. Lokalita byla pojmenována po Matildě Bavorské, manželce Ludvík III. Hesensko-Darmstadtského.
Mathildenhöhe bylo ve své době centrem vznikajícího reformní hnutí v architektuře, umění a řemeslech. Záměrem umělců při návrhu budov byl rozvoj experimentálního raně modernistického životního a pracovního prostředí. V letech 1901, 1904, 1908 a 1914 zde proběhly výstavy. Pro zdejší stavby je charakteristická bujná secesní výzdoba a domy navrženými do posledního šálku čaje: umělci na darmstadtském Mathildenhöhe položili základ pro to, co Bauhaus později zdokonalil a co je nyní spojováno s konceptem „Nové objektivity“. Osobnosti spojené s Darmstadtskou uměleckou kolonií jsou např. Peter Behrens, Paul Bürck, Rudolf Bosselt, Hans Christiansen, Ludwig Habich, Patriz Huber, Bernhard Hoetger, Albin Müller a Joseph Maria Olbrich.
V roce 2021 byla část staveb na vyvýšenině zapsána na seznam světového kulturního dědictví UNESCO. Jedná se o Svatební věž (1908), výstavní budovu (1908), pravoslavou kapli Máří Magdalény (1897-99), Liliin bazén, památník Gottfrieda Schwaba, pergolu s okolní zahradu, zahradní pavilon "Labutí chrám", fontánu Arnošta Ludvíka, vily jednotlivých umělců a další stavby.

## Fotogalerie

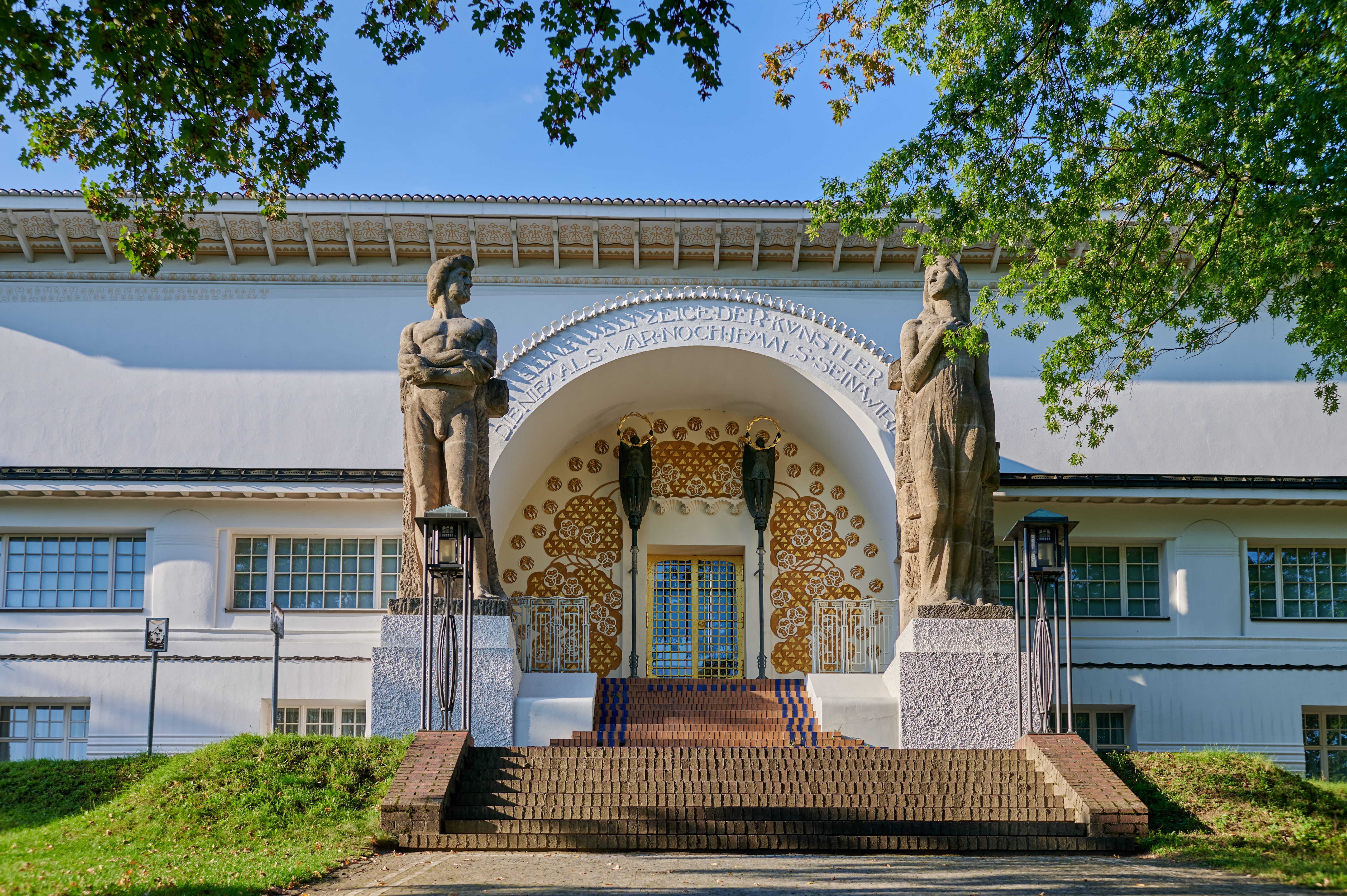
průčelí domu Arnošta Ludvíka
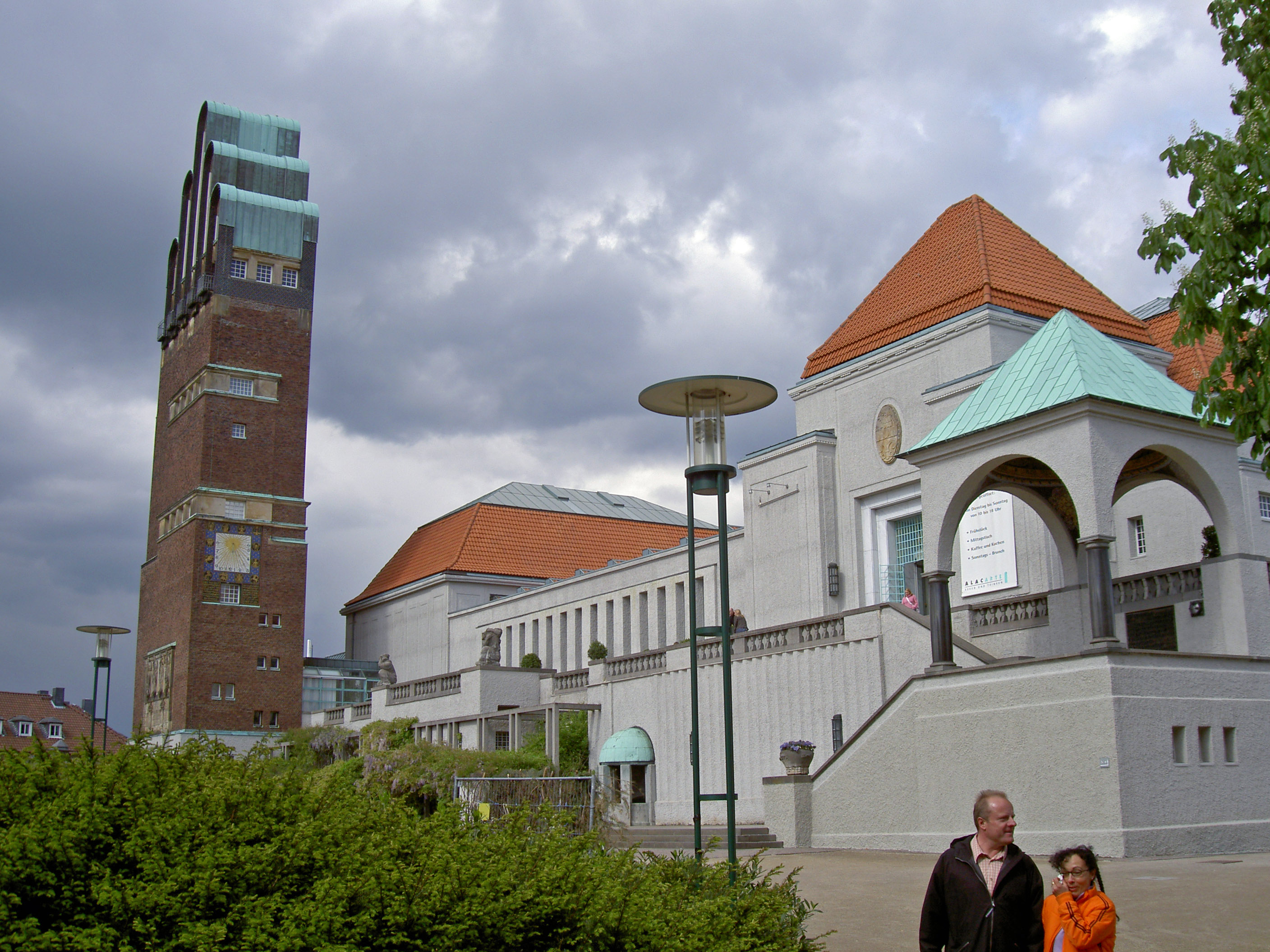
výstavní hala a Svatební věž
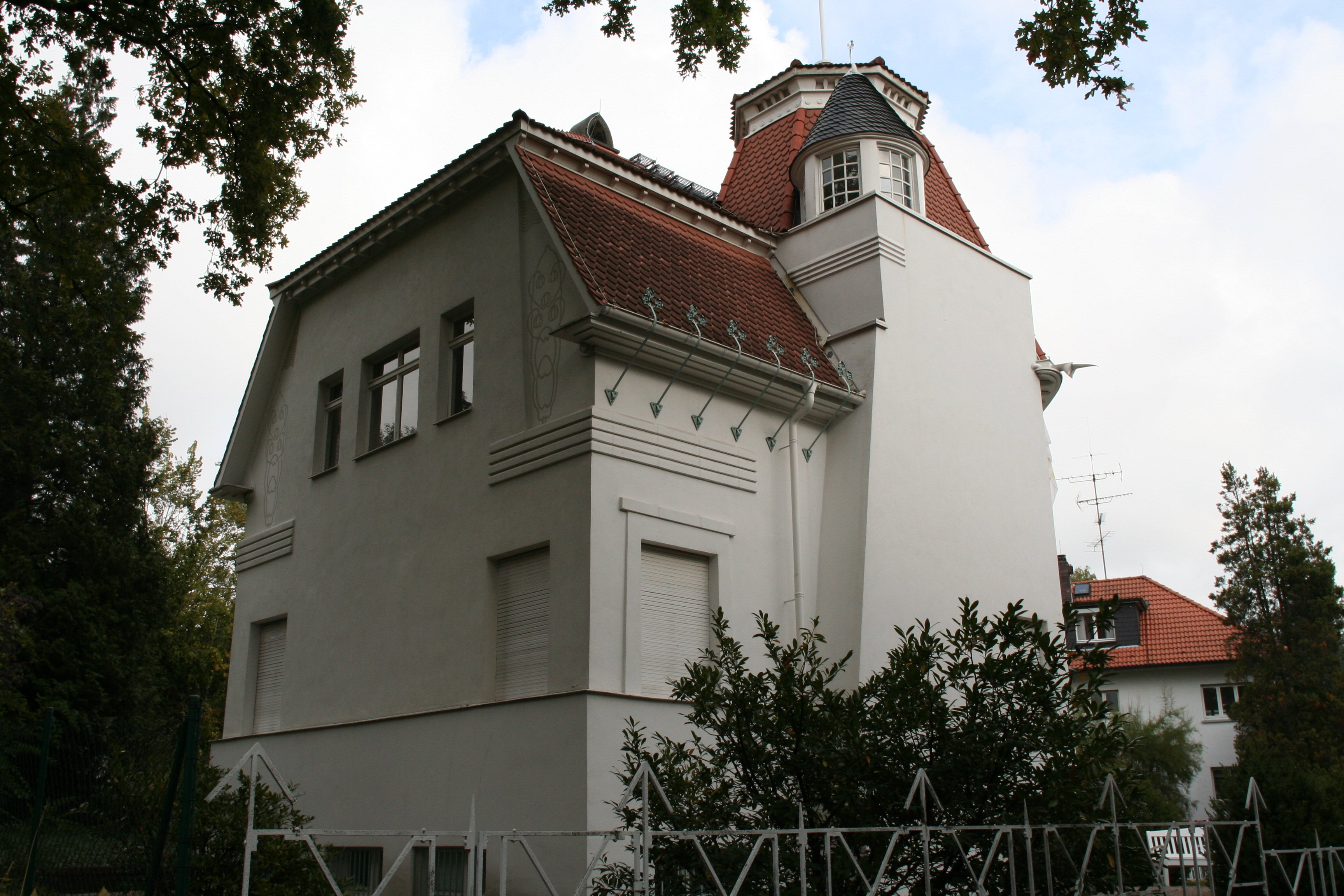
vila Deister
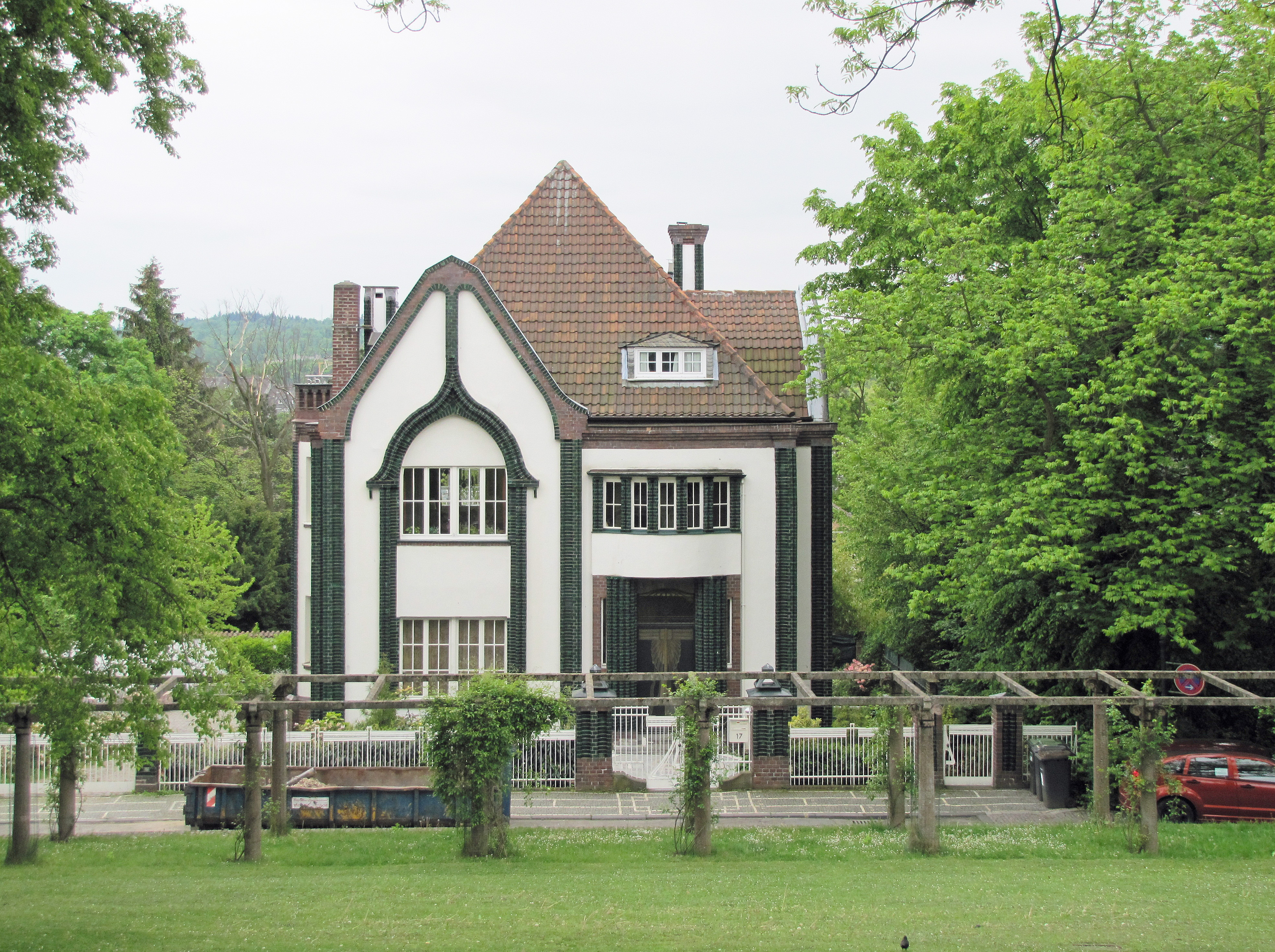
vila Behrens
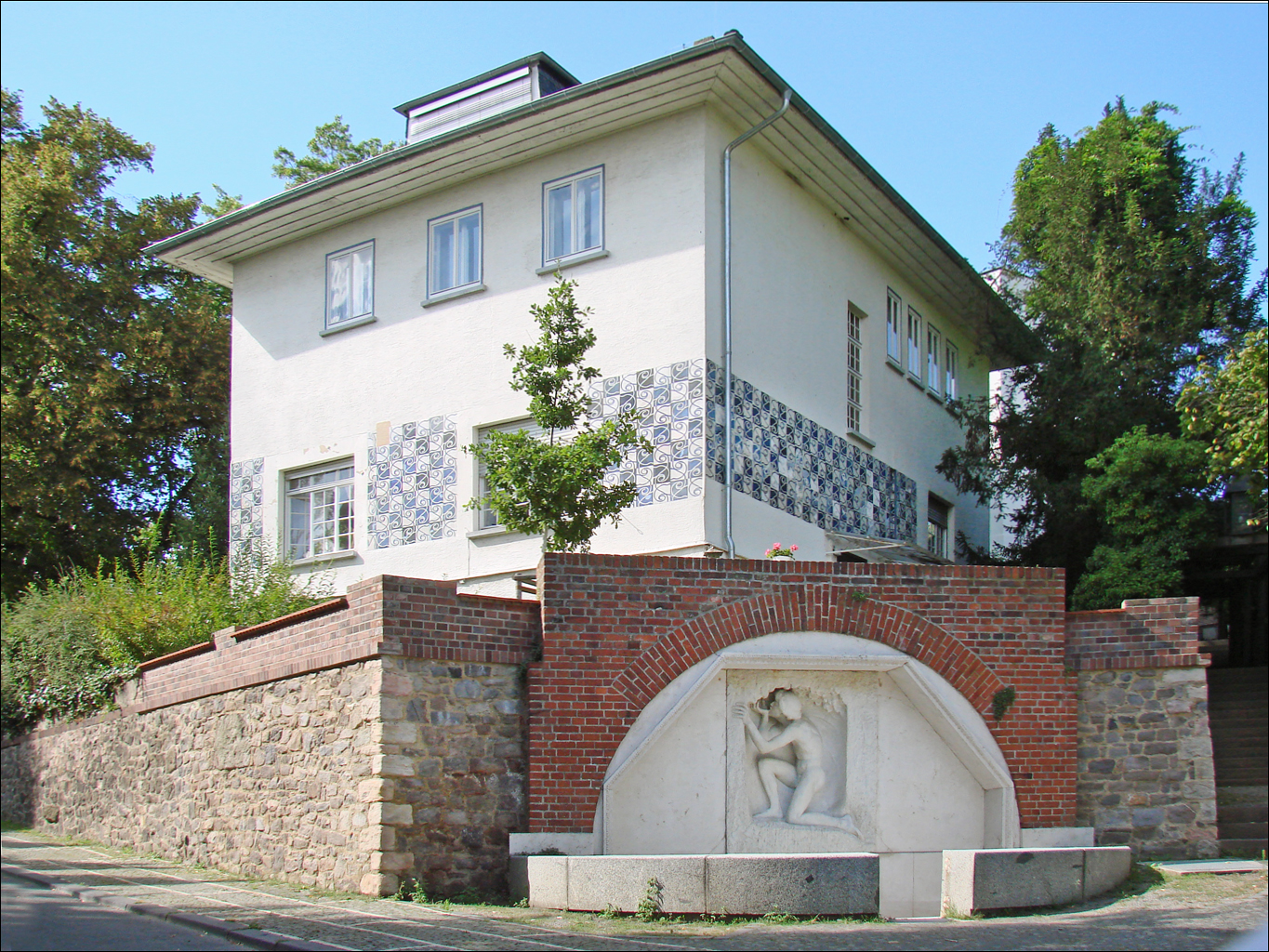
vila Olbrich